# Nelson Rosa Brasil
Nelson Rosa Brasil (Porto Alegre, 18 de junho de 1908 – ) foi um político brasileiro.
Filho de Alfredo Pacheco da Rosa Brasil e de Luisa Ritzel Brasil. Casou com Noêmia Barreto Brasil.
Pela União Democrática Nacional (UDN), Nas eleições de 1950 foi candidato a deputado estadual para a Assembleia Legislativa de Santa Catarina (ALESC) pela União Democrática Nacional (UDN), recebendo 2.489 votos, ficando na suplência, e foi convocado para compor a 2ª Legislatura (1951-1955).